# Helsinge
Helsinge ist eine dänische Stadt im Norden der Insel Seeland und war bis zur Kommunalreform 2007 Verwaltungssitz der gleichnamigen Kommune im Frederiksborg Amt. Sie gehört seither zur Gribskov Kommune.
Die Kommune Helsinge entstand 1970 aus den ehemaligen Gemeinden Helsinge-Valby, Ramløse-Annisse und Vejby-Tibirke, sowie der Kirchengemeinde Mårum und gehörte mit einer Fläche von 145,81 km² zu den größten Kommunen im Norden Seelands.

## Bevölkerungsentwicklung der Kommune
- 1976 - 15.732
- 1986 - 17.189
- 1996 - 18.139
- 2004 - 19.398
- 2005 - 19.473
- 2023 - 8.906

## Sehenswürdigkeiten
- Mor Gribs Hule (dt. Mutter Gribs Höhle) ist eine Megalithanlage der Trichterbecherkultur (TBK), die zwischen 3500 und 2800 v. Chr. entstand. Sie liegt südöstlich von Helsinge unweit des Helsingevej.
- Valby Hegn ist ein Waldgebiet nördlich von Helsinge mit zahlreichen archäologischen Fundplätzen.

## Partnerstädte
- Alvesta in Schweden
- Lubsko (Sommerfeld) in Polen

## Söhne und Töchter
- Flemming Wewer (1943–2019), Radrennfahrer
- Rolf Sørensen (* 1965), Radrennfahrer
- Nikolaj Markussen (* 1988), Handballspieler